# Evelyn dos Santos
Evelyn Carolina de Oliveira dos Santos (* 11. April 1985 in Rio de Janeiro) ist eine ehemalige brasilianische Leichtathletin, die sich auf den Sprint spezialisiert hat. Ihren größten Erfolg feierte sie mit den Südamerikameistertiteln in der 4-mal-100- und 4-mal-400-Meter-Staffel 2013 in Cartagena. Ihr Vater Nelson dos Santos war ebenfalls als Leichtathlet aktiv.

## Sportliche Laufbahn
Erste internationale Erfahrungen sammelte Evelyn dos Santos im Jahr 2000, als sie bei den Jugendsüdamerikameisterschaften in Bogotá in 25,49 s den fünften Platz im 200-Meter-Lauf belegte, mit der brasilianischen 4-mal-100-Meter-Staffel in 46,15 s die Silbermedaille gewann und mit der Sprintstaffel (1000 Meter) in 2:12,21 min Gold gewann. Im Jahr darauf gewann sie bei den Juniorensüdamerikameisterschaften in Santa Fe in 12,04 s die Bronzemedaille im 100-Meter-Lauf und siegte mit der 4-mal-100-Meter-Staffel in 45,09 s. Nur wenige Tage darauf gewann sie bei den Panamerikanischen Juniorenmeisterschaften ebendort in 11,94 s erneut die Bronzemedaille über 100 Meter und siegte in 45,36 s sowie in 3:45,86 min in der 4-mal-100- und 4-mal-400-Meter-Staffel. 2002 gewann sie bei den Juniorensüdamerikameisterschaften, die im Zuge der Südamerikaspiele in Bélem stattfanden, in 11,90 s die Bronzemedaille über 100 Meter sowie in 24,23 s auch im 200-Meter-Lauf und siegte in 45,30 s in der 4-mal-100-Meter-Staffel. Anschließend siegte sie bei den Jugendsüdamerikameisterschaften in Asunción in 12,19 s und 24,18 s über 100 und 200 Meter sowie in 47,3 s auch in der 4-mal-100-Meter-Staffel. Mit der Sprintstaffel (1000 Meter) sicherte sie sich zudem in 2:14,55 min die Silbermedaille. Im Jahr darauf siegte sie in 11,66 s über 100 Meter bei den Juniorensüdamerikameisterschaften in Guayaquil und gewann in 24,01 s die Silbermedaille über 200 Meter. Zudem gewann sie mit der 4-mal-100-Meter-Staffel in 46,92 s die Bronzemedaille. Anschließend belegte sie bei den Panamerikanischen Juniorenmeisterschaften in Bridgetown in 11,82 s den fünften Platz über 100 Meter und gelangte über 200 Meter mit 24,10 s auf Rang acht. 
2008 nahm sie über 200 Meter an den Olympischen Sommerspielen in Peking teil und schied dort mit 23,25 s im Viertelfinale aus. Im Jahr darauf belegte sie bei den Spielen der Lusofonie in Lissabon in 11,57 s den vierten Platz über 100 Meter und gewann über 200 Meter in 23,79 s die Silbermedaille hinter der Portugiesin Sónia Tavares. Zudem siegte sie in 44,08 s in der 4-mal-100-Meter-Staffel. 2012 siegte sie in 22,99 s über 200 Meter bei den Ibero-Amerikanischen Meisterschaften in Barquisimeto und siegte in 43,90 s auch im Staffelbewerb. Anschließend schied sie bei den Olympischen Spielen in London mit 22,82 s im Semifinale über 200 Meter aus und gelangte mit der Staffel mit 42,91 s im Finale auf Rang sieben. Im Jahr darauf siegte sie bei den Südamerikameisterschaften in Cartagena in 43,37 s gemeinsam mit Ana Cláudia Lemos, Franciela Krasucki und Jaílma de Lima in der 4-mal-100-Meter-Staffel sowie in 3:35,37 min gemeinsam mit Joelma Sousa, Liliane Parrela und Jaílma de Lima auch in der 4-mal-400-Meter-Staffel. Anschließend kam sie bei den Weltmeisterschaften in Moskau mit der 4-mal-100-Meter-Staffel im Finale nicht ins Ziel. Bei den IAAF World Relays 2014 in Nassau belegte sie in 43,67 s den siebten Platz in der 4-mal-100-Meter-Staffel. 2016 beendete sie dann ihre aktive sportliche Karriere im Alter von 31 Jahren.
2008 wurde dos Santos brasilianische Meisterin im 200-Meter-Lauf sowie 2013 und 2016 in der 4-mal-100-Meter-Staffel.

## Persönliche Bestleistungen
- 100 Meter: 11,1 s (+0,2 m/s), 30. Mai 2015 in São Bernardo do Campo
- 200 Meter: 22,82 s (+1,0 m/s), 7. August 2012 in London